# Eccellenza Campania 1996-1997
L'Eccellenza Campania 1996-1997 è stato il sesto campionato italiano di calcio di categoria. Gestita dal Comitato Regionale Campania della Lega Nazionale Dilettanti, la competizione rappresentava il sesto livello del calcio italiano e il primo livello regionale. Parteciparono complessivamente 32 squadre, divise in due gironi.
Al termine della stagione sono state promosse alla categoria superiore Sant'Anastasia, Angri, Boys Caivanese: le prime due come vincitrici dei due gironi in cui è strutturata la competizione, la terza come vincitrice dei play-off nazionali.

## Stagione

### Novità
Al termine dell'edizione precedente, lasciarono il campionato di Eccellenza Campania le promosse Arzanese, Pro Ebolitana, Sanità, e le retrocesse Acerrana, Maddalonese, Cilento, Audax Salerno. Dal Campionato Nazionale Dilettanti scese di categoria la Boys Caivanese, mentre furono promosse dalla categoria inferiore Saviano, Ottaviano, Audax Cervinara, Intrepida, alle quali si aggiunse il ripescato Forio.

### Formula
Come nelle precedenti edizioni, il campionato di Eccellenza Campania era diviso in due gironi da sedici squadre ciascuno. I gironi furono stilati attraverso criteri geografici: nel girone A furono inserite dodici squadre dell'hinterland napoletano e quattro squadre del casertano; nel girone B parteciparono sei squadre della provincia di Salerno, sei squadre irpine e quattro squadre del napoletano.
Le squadre si affrontarono in gare di andata e ritorno, per un totale di 30 incontri per squadra. Erano assegnati tre punti per la vittoria, uno per il pareggio e zero per la sconfitta. Erano promosse nel Campionato Nazionale Dilettanti le vincitrici di ciascun girone, mentre il piazzamento in seconda posizione garantiva l'accesso ai play-off nazionali. Le ultime due classificate di ciascun girone retrocedevano direttamente in Promozione, mentre le quattordicesime classificate dei due gironi partecipavano allo spareggio retrocessione intergirone, per definire un'ulteriore quinta squadra retrocessa. In caso di arrivo a pari punti di due o più squadre in una posizione valevole per la promozione o la retrocessione era prevista la formula dello spareggio per definire la posizione finale delle squadre.

## Girone A

### Squadre partecipanti
| Club                 | Città                 | Stagione 1995-1996           |
| -------------------- | --------------------- | ---------------------------- |
| Boys Caivanese       | Caivano (NA)          | 18° nel C.N.D./G             |
| Ercolanese           | Ercolano (NA)         | 7° in Eccellenza Campania/A  |
| Fiamma Sangiovannese | Napoli                | 12° in Eccellenza Campania/A |
| Forio                | Forio (NA)            | 2° in Promozione Campania/B  |
| Marcianise           | Marcianise (CE)       | 13° in Eccellenza Campania/A |
| Melito               | Melito di Napoli (NA) | 10° in Eccellenza Campania/A |
| Mondragonese         | Mondragone (CE)       | 9° in Eccellenza Campania/A  |
| Ottaviano            | Ottaviano (NA)        | 1° in Promozione Campania/B  |
| Pietramelara         | Pietramelara (CE)     | 11° in Eccellenza Campania/A |
| Portici              | Portici (NA)          | 3° in Eccellenza Campania/A  |
| Puteolana 1909       | Pozzuoli (NA)         | 5° in Eccellenza Campania/A  |
| Quarto               | Quarto (NA)           | ?                            |
| Real Aversa          | Aversa (CE)           | ? in Prima Categoria         |
| San Pietro           | Napoli                | 8° in Eccellenza Campania/A  |
| Sant'Anastasia       | Sant'Anastasia (NA)   | 6° in Eccellenza Campania/A  |
| Saviano              | Saviano (NA)          | 1° in Promozione Campania/A  |

### Classifica finale
|  | Pos. | Squadra              | Pt | G  | V  | N  | P  | GF | GS | DR  |
|  | ---- | -------------------- | -- | -- | -- | -- | -- | -- | -- | --- |
|  | 1.   | Sant'Anastasia       | 69 | 30 | 21 | 6  | 3  | 57 | 10 | +47 |
|  | 2.   | Boys Caivanese       | 65 | 30 | 19 | 8  | 3  | 56 | 19 | +37 |
|  | 3.   | Puteolana 1909       | 55 | 30 | 16 | 7  | 7  | 52 | 26 | +26 |
|  | 4.   | Ercolanese           | 51 | 30 | 13 | 12 | 5  | 34 | 23 | +11 |
|  | 5.   | Saviano              | 50 | 30 | 13 | 11 | 6  | 48 | 27 | +21 |
|  | 6.   | Forio                | 48 | 30 | 14 | 9  | 7  | 37 | 29 | +8  |
|  | 7.   | Portici              | 42 | 30 | 9  | 15 | 6  | 44 | 25 | +19 |
|  | 8.   | Quarto               | 36 | 30 | 9  | 9  | 12 | 23 | 38 | -15 |
|  | 9.   | Ottaviano            | 35 | 30 | 8  | 11 | 11 | 41 | 38 | +3  |
|  | 10.  | Real Aversa          | 35 | 30 | 9  | 8  | 13 | 34 | 39 | -5  |
|  | 11.  | Pietramelara         | 35 | 30 | 9  | 8  | 13 | 35 | 51 | -16 |
|  | 12.  | Fiamma Sangiovannese | 33 | 30 | 8  | 9  | 13 | 26 | 35 | -9  |
|  | 13.  | San Pietro           | 32 | 30 | 8  | 8  | 14 | 42 | 45 | -3  |
|  | 14.  | Marcianise           | 27 | 30 | 5  | 12 | 13 | 24 | 40 | -16 |
|  | 15.  | Melito               | 19 | 30 | 3  | 10 | 17 | 25 | 71 | -46 |
|  | 16.  | Mondragonese         | 11 | 30 | 2  | 5  | 23 | 16 | 78 | -62 |

Legenda:

      Promosse nel Campionato Nazionale Dilettanti 1997-1998.

      Retrocesse in Promozione 1997-1998.

Note:

Tre punti a vittoria, uno a pareggio, zero a sconfitta.
- Forio penalizzato di 3 punti.

### Verdetti finali
- Sant'Anastasia e, dopo i play-off nazionali, Boys Caivanese promosse nel Campionato Nazionale Dilettanti.
- Melito e Mondragonese retrocesse in Promozione.

## Girone B

### Squadre partecipanti
| Club                   | Città                    | Stagione 1995-1996           |
| ---------------------- | ------------------------ | ---------------------------- |
| Angri                  | Angri (SA)               | 3° in Eccellenza Campania/B  |
| Ariano Valle Ufita     | Ariano Irpino (AV)       | 9° in Eccellenza Campania/B  |
| Atripalda              | Atripalda (AV)           | 2° in Eccellenza Campania/B  |
| Audax Cervinara        | Cervinara (AV)           | 1° in Promozione Campania/C  |
| Boscoreale             | Boscoreale (NA)          | 14° in Eccellenza Campania/A |
| Gelbison               | Vallo della Lucania (SA) | 4° in Eccellenza Campania/B  |
| Gragnano               | Gragnano (NA)            | 5° in Eccellenza Campania/B  |
| Grotta                 | Grottaminarda (AV)       | 14° in Eccellenza Campania/B |
| Monte Faliesi          | Forino (AV)              | ?                            |
| Nuova Virtus           | Nola (NA)                | 13° in Eccellenza Campania/B |
| Paganese               | Pagani (SA)              | 6° in Eccellenza Campania/B  |
| Poseidon               | Paestum (SA)             | 11° in Eccellenza Campania/B |
| Real Paganese          | Pagani (SA)              | ?                            |
| Solofra                | Solofra (AV)             | 12° in Eccellenza Campania/B |
| Sorrento               | Sorrento (NA)            | 7° in Eccellenza Campania/B  |
| Vallo di Diano Sassano | Sassano (SA)             | ?                            |

### Classifica finale
|  | Pos. | Squadra                | Pt | G  | V  | N  | P  | GF | GS | DR  |
|  | ---- | ---------------------- | -- | -- | -- | -- | -- | -- | -- | --- |
|  | 1.   | Angri                  | 71 | 30 | 22 | 5  | 3  | 61 | 17 | +44 |
|  | 2.   | Real Paganese          | 69 | 30 | 20 | 9  | 1  | 71 | 16 | +55 |
|  | 3.   | Solofra                | 58 | 30 | 16 | 10 | 4  | 52 | 30 | +22 |
|  | 4.   | Gelbison               | 57 | 30 | 16 | 9  | 5  | 63 | 39 | +24 |
|  | 5.   | Sorrento               | 51 | 30 | 14 | 9  | 7  | 43 | 23 | +20 |
|  | 6.   | Atripalda              | 47 | 30 | 14 | 5  | 11 | 39 | 27 | +12 |
|  | 7.   | Virtus Nola            | 44 | 30 | 12 | 8  | 10 | 35 | 32 | +3  |
|  | 8.   | Vallo di Diano Sassano | 40 | 30 | 11 | 7  | 12 | 41 | 43 | -2  |
|  | 9.   | Boscoreale             | 39 | 30 | 10 | 9  | 11 | 38 | 37 | +1  |
|  | 10.  | Audax Cervinara        | 39 | 30 | 11 | 6  | 13 | 31 | 46 | -15 |
|  | 11.  | Paganese               | 38 | 30 | 11 | 7  | 12 | 31 | 38 | -7  |
|  | 12.  | Gragnano               | 34 | 30 | 9  | 7  | 14 | 35 | 42 | -7  |
|  | 13.  | Monte Faliesi          | 27 | 30 | 7  | 6  | 17 | 23 | 48 | -25 |
|  | 14.  | Grotta                 | 23 | 30 | 6  | 5  | 19 | 32 | 62 | -30 |
|  | 15.  | Ariano Valle Ufita     | 14 | 30 | 4  | 2  | 24 | 32 | 83 | -51 |
|  | 16.  | Poseidon               | 13 | 30 | 3  | 4  | 23 | 22 | 66 | -44 |

Legenda:

      Promossa nel Campionato Nazionale Dilettanti 1997-1998.

      Eliminata ai play-off nazionali.

      Retrocesse in Promozione 1997-1998.

Note:

Tre punti a vittoria, uno a pareggio, zero a sconfitta.
- Paganese penalizzata di 2 punti.

### Verdetti finali
- Angri promosso nel Campionato Nazionale Dilettanti.
- Ariano Valle Ufita, Poseidon e, dopo lo spareggio retrocessione intergirone, Grotta retrocesse in Promozione.

| Squadra 1  | Risultato | Squadra 2 |
| ---------- | --------- | --------- |
| Marcianise | 1 - 0     | Grotta    |

| ??? 1997 | Marcianise | 1 – 0 | Grótta |  |